# プロパンジチオラートヘキサカルボニル二鉄
プロパンジチオラートヘキサカルボニル二鉄（英語: diiron propanedithiolate hexacarbonyl）は、化学式が  Fe2(S2C3H6)(CO)6 の有機鉄錯体である。赤色の反磁性固体。6個のCO配位子を持つ対称構造を採っている。
1,3-プロパンジチオールとドデカカルボニル三鉄の反応で合成する。
2 Fe3(CO)12 +  3 C3H6(SH)2   →   3 Fe2(S2C3H6)(CO)6  +  3 H2 +  6 CO
一般に、CO配位子はシアン化物、ホスフィン、イソシアニド、N-ヘテロ環状カルベン、その他ドナー配位子で置換することができる。単置換は、アセトニトリル錯体のin situ生成によって達成できる。
Fe2(S2C3H6)(CO)6 に紫外線 (UV) を照射すると、CO光分解が起こり、不飽和種が一時的に生成した後、溶媒付加物が生成する。